# 麗花 (舞踊家)
麗花（れいか）は、日本の舞踊家、ダンサーである。

## 来歴
東京都生まれ。幼い頃よりクラシックバレエを始め、石井漠の直弟子石井はるみ、緑川潤の元で学ぶ。 又、日本舞踊を岩井半四郎 (10代目)、パントマイムをヨネヤマママコに師事する。 さらに海外では、アルビン・エイリーカンパニーのデビッド・ボーエンにモダン、ジャズなどを学び、又、様々な民族舞踊も習得する。

## 主な公演
- 2004年〜 水戸芸術祭 ゲスト出演、演出・水戸芸術館[2]
- 2005年 動景画「白鳥の湖」 ~真理への心裏~・シアターΧ[3]
- 2007年 動景画「宿命と運命のクロスワード」 ~ギリシャ神話より~・シアターΧ[4]
- 2008年 動景画「Mangekyo」・シアターΧ[5]
- 2009年 動景画「青の寓話」 ~ハンスアンデルセンの生涯より~・シアターΧ[6]
- 2009年 “Mangekyo” Grammar school for girls theater・UK
- 2010年 動景画「月光」ピカソ／ゲルニカ 、ベックリン／死の島・シアターΧ[7]
- 2011年 “Mangekyo”  lll DNISZTUKI TAǸCA national opera ・Poland[8]
- 2012年 動景画「Mangekyo」[9]
- 2014年 淡谷のり子を舞う ~淡谷のり子の生涯を舞う~・シアターΧ[10]
- 2015年 動景画「赤い月」 マダムバタフライの生涯 2015年 動景画「赤い月」 世界の詩人を舞うシアターΧ[11]
- 2016年 “天舞” 杉原千畝記念 REIKA JAPONIA ・リトアニア/カウナス文化ホール[12]
- 2016年 “天舞” ジャポニアモダンダンス・リトアニア/サモギニアジャパンガーデン[13]
- 2016年 「もしもしわたし」・高津市民館 スピリットダンサー役[14]